# Сан Мауро Чиленто
Сан Ма̀уро Чилѐнто (на италиански: San Mauro Cilento) е село и община в Южна Италия, провинция Салерно, регион Кампания. Разположено е на 560 m надморска височина. Населението на общината е 982 души (към 2010 г.).